# Gregor Schöllgen
Gregor Schöllgen (* 20. Februar 1952 in Düsseldorf) ist ein deutscher Historiker und Publizist. Von 1985 bis 2017 lehrte er als Professor für Neuere und Neueste Geschichte an der Friedrich-Alexander-Universität Erlangen-Nürnberg. Seine Forschungsschwerpunkte sind Geschichte und Gegenwart der internationalen Beziehungen sowie Biographien deutscher Bundeskanzler und Unternehmer. Viele seiner Buchveröffentlichungen und publizistischen Beiträge fanden in der Öffentlichkeit ein breites Echo.

Gregor Schöllgen (Mitte) mit Bundeskanzlerin Angela Merkel (links) bei der Vorstellung der Biografie von Bundeskanzler Gerhard Schröder (rechts) im September 2015.

## Leben
Schöllgen wurde 1952 in Düsseldorf in eine akademisch geprägte Familie geboren. Er ist ein Großneffe des Moraltheologen und Soziologen Werner Schöllgen (1893–1985) und des Düsseldorfer Malers Hubert Schöllgen (1897–1978) sowie ein Cousin des Bonner Kirchenhistorikers Georg Schöllgen. Er besuchte zunächst das Aloisiuskolleg zu Bad Godesberg. Nach dem Abitur 1971 am humanistischen Görres-Gymnasium in Düsseldorf studierte er Geschichte, Philosophie und Sozialwissenschaften in Bochum, Berlin, Marburg und Frankfurt am Main. 1977 wurde er bei Rüdiger Bubner an der Universität Frankfurt am Main im Fach Philosophie mit einer Arbeit über Max Weber promoviert. Ab 1978 arbeitete er als wissenschaftlicher Assistent von Klaus Hildebrand an der Universität Münster. 1982 habilitierte er sich dort für Neuere Geschichte mit einer Arbeit über die Orientpolitik des kaiserlichen Deutschlands, inspiriert durch Reisen nach Nordafrika und in den Nahen Osten.
Schöllgen war 1982 bis 1985 Professor am Historischen Seminar der Universität Münster, von 1985 bis 2017 Ordinarius für Neuere und Neueste Geschichte an der Universität Erlangen. Als Gastprofessor vertrat er 1987 Fritz Stern an der Columbia University in New York. 1988/89 lehrte er während der Wardenship Ralf Dahrendorfs am St Antony’s College der Universität Oxford, 1998/99 an der London School of Economics and Political Science.
Neben seiner Lehrtätigkeit unterrichtete er von 1982 bis 1987 die Historischen Repetitorien in der Attachéausbildung des Auswärtigen Amtes; von 1987 bis 2017 leitete er dort das Hauptseminar Geschichte. 1987 wurde er zum Fachprüfer Geschichte und Politik im Prüfungsausschuss des Auswärtigen Amtes für den höheren Auswärtigen Dienst bestellt. Von 1992 bis 2012 unterrichtete er im Auswärtigen Amt auch die historischen Kurse der Internationalen Diplomatenausbildung.
Schöllgen war im In- und Ausland Referent zu Fragen der deutschen und internationalen Politik, so z. B. im Mai 1993 auf dem Deutschland-Symposium des Norwegischen Nobelinstituts in Oslo, auf der Gedenkveranstaltung des Auswärtigen Amtes für die Opfer des Widerstandes, im Mai 1995 im Rahmen des nationalen Symposions zum fünfzigsten Jahrestag des Kriegsendes im niederländischen Parlament in Den Haag, im Oktober 1997 vor der Enquete-Kommission des Deutschen Bundestages „Überwindung der Folgen der SED Diktatur…“, im September 2006 auf der Botschafterkonferenz anlässlich der Namensgebung der Konferenzräume des Auswärtigen Amtes oder im Mai 2006 auf dem Festakt zum fünfzigjährigen Bestehen des BND.
2006 bis 2017 führte er das von ihm gegründete „Zentrum für Angewandte Geschichte“ (ZAG) unter dem Dach der Universität Erlangen als Einrichtung für Drittmittelforschung, vorwiegend zur modernen Unternehmensgeschichte und für Unternehmerbiographien.

## Werk

### Ansatz und Schwerpunkte
Schöllgens Dissertation und erste wissenschaftliche Aufsätze in philosophischen Fachzeitschriften behandelten Werk und Leben Max Webers. Als Schüler Klaus Hildebrands steht ein Großteil seines geschichtswissenschaftlichen Frühwerks in der Tradition der klassischen Diplomatie- und Politikgeschichte, später erweitert um einen biographischen Ansatz. Neben 24 bis 2020 erschienenen Monografien und mehreren Herausgeberschaften verfasste Schöllgen Fachbeiträge für philosophische, sozial-, politik- und geschichtswissenschaftliche Zeitschriften und Sammelbände. Einige seiner Bücher erschienen als Lizenzausgaben etwa der Bundeszentrale für Politische Bildung und wurden in mehrere Sprachen übersetzt.
Schöllgen wendet sich in Presse, Rundfunk und Fernsehen an eine breite Öffentlichkeit. Diesem Selbstverständnis entspricht der bewusst populärwissenschaftliche Stil insbesondere der Unternehmerbiografien und Begleitbände zu Fernsehproduktionen. Von den bis 2015 veröffentlichten 21 Monographien hat ein Drittel keine Fußnoten.

### Arbeiten zu Deutscher Außenpolitik und Internationale Beziehungen
Schöllgens historisches Interesse galt zunächst der Außenpolitik des Deutschen Kaiserreichs, bald erweitert um Forschungsarbeiten zu den Internationalen Beziehungen des 19. und 20. Jahrhunderts. Seine in dritter Auflage vorliegende Habilitationsschrift Imperialismus und Gleichgewicht über die Rivalität zwischen Großbritannien und dem Deutschen Kaiserreich im Nahen Osten gilt als Standardwerk zur Geschichte des Imperialismus, ebenso sein in der fünften Auflage vorliegendes Handbuch Das Zeitalter des Imperialismus.
Für ein breiteres Publikum veröffentlichte Schöllgen seit den 1990er Jahren mehrere Darstellungen zur Internationalen Politik und Deutschen Außenpolitik, unter anderem Geschichte der Weltpolitik. Von Hitler bis Gorbatschow 1941–1991 (1996), die zweibändige Deutsche Außenpolitik (2013), eine Gesamtdarstellung vom Wiener Kongreß bis zur Gegenwart, und Krieg. Hundert Jahre Weltgeschichte (2017). Mit Die Macht in der Mitte Europas. Stationen deutscher Außenpolitik von Friedrich dem Großen bis zur Gegenwart (1992), Angst vor der Macht. Die Deutschen und ihre Außenpolitik (1993) und Der Auftritt. Deutschlands Rückkehr auf die Weltbühne (2003) äußerte sich Schöllgen zu aktuellen tagespolitischen Fragen und fragte nach deren historischen Wurzeln.

### Politiker- und Unternehmerbiografien
Beobachter äußerten die Vermutung, Schöllgens Interesse für Biografien sei eine Reaktion auf die Auseinandersetzung mit außenpolitischen Entscheidungsprozessen und -trägern gewesen. Seine erste Biografie galt 1989 dem Widerstandskämpfer und deutschen Diplomaten Ulrich von Hassell. Es folgten Biografien der Kanzler Willy Brandt (2001) und Gerhard Schröder (2015). Beide Biografien waren Bestseller. Für sie führte Schöllgen zahlreiche Zeitzeugengespräche und hatte Zugang zu öffentlich nicht zugänglichen Unterlagen. Die Biographie Gerhard Schröders stellte Bundeskanzlerin Angela Merkel im September 2015 auf einer Pressekonferenz gemeinsam mit Schröder und dem Autor vor.
Seit 2002 verfasste Schöllgen mehrere populärwissenschaftliche Unternehmerbiografien im Auftrag des jeweiligen Unternehmens oder der Nachfahren des Firmengründers, so Diehl. Ein Familienunternehmen in Deutschland, 1902 bis 2002 (2002), Der Eiskönig. Theo Schöller. Ein deutscher Unternehmer, 1917–2004 (2008), Brose. Ein deutsches Familienunternehmen, 1908–2008 (2008), Gustav Schickedanz 1895–1977. Biographie eines Revolutionärs (2010) und Schaeffler. Biographie einer Familie und ihres Unternehmens (2021).

### Herausgeberschaften
Schöllgen gab zusammen mit Helga Grebing und Heinrich August Winkler die 10-bändige Willy Brandt Gesamtausgabe (Berliner Ausgabe) heraus. Von 2005 bis 2019 war er zunächst mit Klaus Hildebrand und Horst Möller, dann mit Hélène Miard-Delacroix und Andreas Wirsching einer der Herausgeber der vom Institut für Zeitgeschichte im Auftrag des Auswärtigen Amtes veröffentlichten Aktenedition zur Auswärtigen Politik der Bundesrepublik Deutschland (AAPD).

### Presse, Hörfunk und Fernsehen
Seit 1980 veröffentlicht Schöllgen regelmäßig in überregionalen Wochen- und Tageszeitungen sowie Politikmagazinen Gastbeiträge zu aktuellen Fragen der internationalen Politik und ihren historischen Wurzeln. Bis 2020 wirkte Schöllgen als historischer Berater an 15 Fernsehdokumentationen und Spielfilmen mit, so 2016 bei der RTL-Produktion Duell der Brüder. Die Geschichte von Adidas und Puma. Begleitbücher für ein breites Publikum veröffentlichte Schöllgen zu der von RTL anlässlich der Bundestagswahl 2002 produzierten vierteiligen Dokumentation Kanzler, Krisen, Koalitionen (mit Arnulf Baring) sowie 2004 zu der Dokumentation Amerika (mit Peter Kloeppel).

### Beiräte und Ausstellungen
Schöllgen war Mitglied in Beiräten und Vorständen. So gehörte er den Beiräten der Bundeszentrale für politische Bildung, des Militärgeschichtlichen Forschungsamtes, des Deutschen Historischen Instituts London, des Denkmals für die ermordeten Juden Europas und des Dokumentationszentrums Reichsparteitagsgelände in Nürnberg an. Als Gründungsmitglied des Vorstandes baute er acht Jahre die Bundeskanzler-Willy-Brandt-Stiftung in Berlin mit auf, die 1994 durch den Deutschen Bundestag ins Leben gerufen wurde.
Im Rahmen dieser Tätigkeiten war er an der Konzeption, Beratung und Begleitung von Ausstellungen und Dokumentationen beteiligt. Für das Auswärtige Amt beriet er unter anderem 1997 die Ausstellung Zeitzeugnisse. Deutsche Außenpolitik von 1870 bis heute und 2010 die Ausstellung 20 Jahre Zwei-Plus-Vier-Vertrag. 1999 erstellte er im Auftrag des Bundesministeriums für Verteidigung das Gutachten Die Funktion von militärhistorischen Museen der Bundeswehr unter besonderer Berücksichtigung der Aufgabenstellung des Militärhistorischen Museums Dresden.

## Kontroversen und Positionen
Mit seinen Wortmeldungen und Initiativen stieß Schöllgen kontroverse Debatten zur deutschen Außenpolitik, dem Selbstverständnis der Geisteswissenschaften, geschichtswissenschaftlicher Auftragsforschung und der Hochschulpolitik an oder beteiligte sich an diesen. Schöllgen sieht sich teils scharfer Kritik von Seiten anderer Historiker ausgesetzt.

### Deutsche Außenpolitik und internationale Beziehungen
Schöllgen beteiligte sich ab 1981 an der Spätphase der Fischer-Kontroverse. 1988 sprach Fritz Fischer im Rahmen einer von Schöllgen organisierten Vortragsreihe in Oxford. Es war der letzte internationale Auftritt des Hamburger Historikers. 1992 setzte sich Fritz Fischer in einem Artikel für Die Zeit kritisch mit Schöllgens Positionen zur Außenpolitik des kaiserlichen Deutschlands auseinander.
1992 und 1993 diskutierte Schöllgen in den Büchern Die Macht in der Mitte Europas und in Angst vor der Macht die künftige Rolle des wiedervereinigten Deutschlands nach Ende des Ost-West-Konfliktes. Er vertrat in der Debatte um die außen- und geopolitischen Konsequenzen der Wiedervereinigung die Position, dass die Bundesrepublik als außenpolitisch nun vollständig souveräner Staat eine ihrem „Gewicht entsprechende Rolle“ spielen würde und die Deutschen die attestierte „Angst vor der Macht“ ablegen müssen, um ihrer neuen Verantwortungsposition gerecht zu werden. Angst vor der Macht zählt zu den prominenten publizistischen Äußerungen von Politikwissenschaftlern wie etwa Hans-Peter Schwarz, Historikern wie Arnulf Baring und Politikern wie Egon Bahr, die eine Neuausrichtung der deutschen Außenpolitik entlang nationaler Interessen forderten und sich dabei auf geopolitische Argumente stützten. Kritik fanden Schöllgens Thesen in Angst vor der Macht bei den Vertretern einer starken außenpolitischen Zurückhaltung der Bundesrepublik, Unterstützung dagegen etwa in einer Buchbesprechung des Historikers Michael Wolffsohn.
In Reaktion auf den Aufstieg populistischer, euroskeptischer Bewegungen in Europa seit den 2010er Jahren forderte Schöllgen, der Westen müsse sich „von Grund auf reformieren“, um diesen Einhalt zu gebieten. Es handle sich um ein Misstrauensvotum nicht nur gegen die Europäische Union als Institution, sondern gegen die westliche Wertegemeinschaft schlechthin. Diese sei „in einer anderen und für eine andere Welt aus der Taufe gehoben“ worden. Die Behandlung Russlands kritisierte er als schweren außenpolitischen Fehler. Die Chancen institutioneller Reformen der NATO und Europäischen Union bewertete Schöllgen skeptisch, zumal beide Institutionen einen schleichenden und, weil ungesteuerten, gefährlichen Auflösungsprozess erleben würden. Er plädierte dafür „zu vollenden, was längst in vollem Gange ist“, um eine Rückkehr zu „gestaltender Politik“ zu ermöglichen. Bestätigt sah Schöllgen seine Annahmen in den Äußerungen des französischen Staatspräsidenten Emmanuel Macron und einer älteren französischen Skepsis insbesondere gegenüber der NATO. Widersprochen wurde Schöllgen von Daniel Cohn-Bendit, der weder EU noch NATO in einem Zerfallsprozess, sondern in einer Phase der Desorientierung sah. Wolfgang Ischinger, Leiter der Münchner Sicherheitskonferenz, reagierte auf Twitter mit einem Verriss: „An dem Schoellgen-Stueck ist so ziemlich alles falsch.“

### Ablehnung der Forschung für den Bundesnachrichtendienst
Im Juli 2006 kündigte Ernst Uhrlau, der damalige Präsident des Bundesnachrichtendienstes (BND) an, die Geschichte seiner Behörde aufarbeiten zu lassen. Vorausgegangen war eine Rede Gregor Schöllgens auf dem Festakt zum fünfzigjährigen Bestehen des BND. Anfang 2008 lehnte Schöllgen den Auftrag ab, weil ihm keine uneingeschränkte Einsicht in den Aktenbestand der Behörde garantiert werden konnte. Anfang 2011 schrieb Peter Carstens in der Frankfurter Allgemeinen Zeitung: „Schöllgen wurde hingehalten ... Irgendwann gab der Zeithistoriker entnervt auf, der etwa als Mitherausgeber der Akten zur Auswärtigen Politik der Bundesrepublik Ansehen und Respekt genießt.“ Schöllgen selbst machte seine Erfahrungen mit dem BND in einem Artikel für die Süddeutsche Zeitung öffentlich. Die Geschichte des Bundesnachrichtendienstes wurde 2011 bis 2018 von einer unabhängigen Historikerkommission untersucht.

### Historische Auftragsforschung
2007 hielt Schöllgen auf dem Dies Academicus der Universität Erlangen einen öffentlichen Vortrag Die Dienstleister. Von den Aufgaben der Geisteswissenschaften in der modernen Welt. Der Deutsche Hochschulverband druckte die Rede in seinem Almanach Glanzlichter der Wissenschaft nach. Darin stellte Schöllgen fest, dass die Geisteswissenschaften der Öffentlichkeit, die sie finanziert, Rechenschaft über das schuldig seien, was sie tun. Wenn sich die Öffentlichkeit nicht für deren Forschungsergebnisse interessiere, mache nicht sie, sondern die Wissenschaft einen Fehler. Wenn sich die Öffentlichkeit aber dafür interessiere, sei sie auch bereit, diese Forschung durch Aufträge zu finanzieren. Die Geisteswissenschaften seien nach Schöllgen verpflichtet, sich um solche Aufträge zu bemühen. Der Vortrag löste heftige Reaktionen aus. Die Philosophische Fakultät der Universität erklärte, dass Schöllgens Ansichten mit deren Selbstverständnis unvereinbar seien. Kritiker sahen durch Auftragsarbeiten die Standards und Unabhängigkeit historischer Forschung gefährdet. Schöllgen argumentierte öffentlich dagegen und sagte, dass sich die Aufarbeitung von Geschichte und die Wahrung wissenschaftlicher Standards nicht ausschlössen.
Vor dem Hintergrund der Kontroverse um Schöllgens Position zu historischer Auftragsforschung waren seine Unternehmerbiografien und das von ihm geführte Zentrum für Angewandte Geschichte (ZAG) Gegenstand teils scharfer Kritik seitens der Wirtschafts- und Unternehmenshistoriker Cornelia Rauh, Toni Pierenkemper, Dieter Ziegler oder Tim Schanetzky. Ziegler und Schanetzky warfen ihm und dem ZAG apologetische Tendenzen hinsichtlich der Rolle insbesondere von Gustav Schickedanz in der Zeit des Nationalsozialismus, Gefälligkeitsarbeit, fehlende wissenschaftliche Transparenz durch den Verzicht auf einen Literatur- und Quellenapparat sowie mangelnde Seriosität vor. Toni Pierenkemper gelangte 2012 in einem Forschungsbericht zu dem Fazit, „dass die wissenschaftliche Kritik an den Produkten des ZAG vernichtend ist“. Er stellte sich damit hinter die von den Historikern Tim Schanetzky und Cornelia Rauh vorgetragene Kritik, Schöllgen betreibe eine Art „Apologetik-Agentur“.
Spenden der Gazprom-nahen Wintershall für das Zentrum von 100.000 € trafen ein, als Schöllgen mit seiner Biographie über Gerhard Schröder begann. Die Gelder waren Rednerhonorare für Schröder, die Wintershall an das Zentrum Schöllgens weiterleitete. Schöllgen wies zurück, dass derartige Drittmittel auf seine Positionen Einfluss hätten.
Auf die Vorwürfe vor allem Cornelia Rauhs und das Vorgehen der Gesellschaft für Unternehmensgeschichte (GUG) reagierte Schöllgen 2011 in einer Replik. In dieser warf er Rauh gravierende fachliche Mängel vor und hielt ihr die Verwendung „verkürzter und neu komponierter Zitate“ vor. Außerdem wies Schöllgen seine Kritiker darauf hin, dass er und seine Mitarbeiter in allen Fällen die Archive der untersuchten Unternehmen gesichtet, erschlossen, aufgebaut und ausgewertet hätten. Diese „Quellenlage“ seiner Arbeiten habe er im Anhang sämtlicher Bücher dargestellt. Den Verzicht auf einen Literatur- und Quellenapparat begründete Schöllgen bereits bei einer Diskussion am Zentrum für Zeithistorische Forschung Potsdam mit dem populärwissenschaftlichen Charakter der Unternehmerbiografien. Gefälligkeitsgutachten lehne Schöllgen grundsätzlich ab, da diese seine Reputation schädigen würden.
Christian Staas zog im April 2011 in einem kritischen Artikel für die Wochenzeitung Die Zeit diese Bilanz der Kontroverse: „Hier scheint das Zentrum für Angewandte Geschichte eine Marktlücke gefunden zu haben, denn wer Schöllgen beauftragt, bekommt beides: einen guten Namen samt wissenschaftlichem und universitärem Renommee – und das offene wie stillschweigende Entgegenkommen, wenn es um die Wahrung ‚gewisser Grenzen’ geht. Am Ende profitieren beide Seiten. Dass Unternehmen Geld dafür ausgeben, ihre Geschichte erforschen zu lassen, ist dabei an sich löblich. Prekär wird es erst dann, wenn auch die Wissenschaftler zu Unternehmern in eigener Sache werden. ‚Dienstleister’, wie Schöllgen es sich wünscht, können sie ruhig sein – sie sollten nur nicht vergessen, für wen.“
Rainer Blasius und Wolfgang Labuhn betonten die allgemeinverständliche, über den Wissenschaftsbetrieb hinausreichende Vermittlung historischer Zusammenhänge von Schöllgens Büchern und sahen einen seriösen Anspruch gewahrt. Blasius attestiert Schöllgen, „seine Leser bestens zu unterhalten und allgemeinverständlich zu informieren“. Wolfgang Labuhn vom Deutschlandfunk sieht den „Doppelanspruch wissenschaftlicher Seriosität und Allgemeinverständlichkeit“ gerade deshalb erfüllt, weil Schöllgens Werke „nicht in Anmerkungen und Literaturverweisen [ersticken]“.

### Hochschulpolitik
Der Vortrag Die Dienstleister war 2007 die erste in der Öffentlichkeit diskutierte Wortmeldung Schöllgens zur Hochschulpolitik. Daran knüpfte er 2018 in seiner Darstellung Wissen in Bewegung zur 275-jährigen Geschichte der Friedrich-Alexander-Universität an. Die Publikation führte wegen Schöllgens Kritik an Personen und Vorgängen in der Philosophischen Fakultät zu massiver Beanstandung seitens der Fakultät, Universitätsmitarbeitern und dem früheren Universitätspräsidenten Karl-Dieter Grüske. Wenige Tage nach der Buchvorstellung veröffentlichte die Philosophische Fakultät der Universität Erlangen eine Stellungnahme, in der sie Schöllgen wegen „Verunglimpfungen ganzer Fächer, pauschalen Herabwürdigungen von Personengruppen und insbesondere diffamierenden Anmerkungen zu einzelnen Mitgliedern unserer Fakultät“ angriff und eine öffentliche Distanzierung der Universitätsleitung forderte. Eine solche oder weitere Reaktionen anderer Fakultäten der Universität blieben aus. Mitarbeiter der Universität wendeten sich in einem offenen Brief gegen Schöllgens Darstellung. Der ehemalige Universitätspräsident Karl-Dieter Grüske warf Schöllgen vor, dieser habe Wissen in Bewegung benutzt, um „offene Rechnungen“ zu begleichen. Schöllgen wies dies in einem offenen Brief an Grüske und in einem Interview mit den Nürnberger Nachrichten zurück und erklärte, er habe „kontrolliert provozieren und eine Debatte anstoßen wollen.“
Die Auseinandersetzung über Wissen in Bewegung fand überregionale Beachtung, etwa in der Süddeutschen Zeitung und der Wochenzeitung Die Zeit. Die Zeitungen urteilten, dass das Buch trotz der kritischen Äußerungen zur Philosophischen Fakultät den Erfolgen und Leistungen der Universität Erlangen Rechnung trage. Der Ehrensenator der Friedrich-Alexander-Universität und Verleger Klaus G. Saur bewertete Wissen in Bewegung und die verständliche Darstellung von Problemen und Fehlentwicklungen in einem Schreiben an den Präsidenten der Universität positiv.

## Monografien
- Handlungsfreiheit und Zweckrationalität. Max Weber und die Tradition praktischer Philosophie. Mohr, Tübingen 1984, ISBN 3-16-244798-4.
- Imperialismus und Gleichgewicht. Deutschland, England und die orientalische Frage. Dritte Auflage. Oldenbourg, München 2000, ISBN 3-486-52003-2 (zuerst 1984).
- Max Webers Anliegen. Rationalisierung als Forderung und Hypothek. Wissenschaftliche Buchgesellschaft, Darmstadt 1985, ISBN 3-534-01983-0.
- mit Friedrich Kießling: Das Zeitalter des Imperialismus. Fünfte, erweiterte Auflage. Oldenbourg, München 2009, ISBN 978-3-486-58868-2 (zuerst 1986).
- Ulrich von Hassell 1881–1944. Ein Konservativer in der Opposition. Zweite Auflage. C. H. Beck Verlag, München 2004, ISBN 3-406-49491-9 (zuerst 1990).
- Die Macht in der Mitte Europas. Stationen deutscher Außenpolitik von Friedrich dem Großen bis zur Gegenwart. Zweite, erweiterte Auflage. C. H. Beck Verlag, München 2000, ISBN 3-406-36054-8 (zuerst 1992).
- Angst vor der Macht. Die Deutschen und ihre Außenpolitik. Ullstein-Verlag, Berlin 1993, ISBN 3-550-07189-2.
- Geschichte der Weltpolitik von Hitler bis Gorbatschow 1941–1991. C. H. Beck Verlag, München 1996, ISBN 3-406-41144-4.
- Max Weber. C. H. Beck Verlag, München 1998, ISBN 3-406-41944-5.
- Die Außenpolitik der Bundesrepublik Deutschland. Von den Anfängen bis zur Gegenwart. Dritte, erweiterte Auflage. C. H. Beck Verlag, München 2004, ISBN 3-406-51093-0 (zuerst 1999).
- Diehl. Ein Familienunternehmen in Deutschland 1902–2002. Propyläen, Berlin 2002, ISBN 3-549-07170-1.
- mit Arnulf Baring: Kanzler, Krisen, Koalitionen. Von Konrad Adenauer bis Angela Merkel. Zweite, erweiterte Auflage. Pantheon, München 2006, ISBN 3-570-55008-7 (zuerst 2002).
- Willy Brandt. Die Biographie. Neunte, erweiterte Auflage. Berlin Verlag, Berlin 2013, ISBN 978-3-8270-1152-7 (zuerst 2003).
- Der Auftritt. Deutschlands Rückkehr auf die Weltbühne. Zweite, erweiterte Auflage. Ullstein-Verlag, Berlin 2004, ISBN 3-548-36709-7 (zuerst 2003).
- mit Peter Kloeppel: Luft-Brücken. Amerika und die Deutschen. Zweite, erweiterte Auflage. Bastei Lübbe, Bergisch Gladbach 2007, ISBN 978-3-7857-2184-1 (zuerst 2004).
- Jenseits von Hitler. Die Deutschen in der Weltpolitik von Bismarck bis heute. Propyläen, Berlin 2005, ISBN 3-549-07203-1.
- Brose. Ein deutsches Familienunternehmen 1908–2008. Econ-Verlag, Berlin 2008, ISBN 978-3-430-20053-0.
- Der Eiskönig. Theo Schöller – Ein deutscher Unternehmer 1917–2004. C. H. Beck Verlag, München 2008, ISBN 978-3-406-57760-4.
- Gustav Schickedanz. Biographie eines Revolutionärs. Berlin Verlag, Berlin 2010, ISBN 978-3-8270-0948-7.
- Deutsche Außenpolitik. Von 1815 bis 1945. C. H. Beck Verlag, München 2013, ISBN 978-3-406-65446-6.
- Deutsche Außenpolitik. Von 1945 bis zur Gegenwart. C. H. Beck Verlag, München 2013, ISBN 978-3-406-65448-0.
- Gerhard Schröder. Die Biographie. Taschenbuchausgabe. Pantheon Verlag, München 2016, ISBN 978-3-570-55341-1 (zuerst 2015).
- Krieg. Hundert Jahre Weltgeschichte. Taschenbuchausgabe. Pantheon Verlag, München 2019, ISBN 978-3-421-04767-0 (zuerst 2017).
- Wissen in Bewegung – Die Friedrich-Alexander-Universität. (= Geschichte der Friedrich-Alexander-Universität Erlangen-Nürnberg). DVA, München 2018, ISBN 978-3-421-04836-3.
- mit Gerhard Schröder: Letzte Chance. Warum wir jetzt eine neue Weltordnung brauchen. DVA, München 2021, ISBN 978-3-421-04876-9.
- Schaeffler. Biographie einer Familie und ihres Unternehmens. DVA, München 2021, ISBN 978-3-421-04890-5.
- mit Markus Brauckmann: München 72. Ein deutscher Sommer. DVA, München 2022, ISBN 978-3-421-04875-2.
- Herrenknecht. Biographie eines Pioniers. DVA, München 2023, ISBN 978-3-421-07019-7.
- SMS. Ein deutscher Anlagenbauer in der Welt 1871-2021. DVA, München 2023, ISBN 978-3-421-07023-4.
- Roland Berger. Der Consultant. Siedler, München 2024, ISBN 978-3-8275-0175-2.

## Herausgeberschaften
- Escape into War? The Foreign Policy of Imperial Germany. Berg Publishers, Oxford/Hamburg/New York (NY) 1990, ISBN 0-85496-275-1. (Deutsche Ausgabe: Flucht in den Krieg? Die Außenpolitik des kaiserlichen Deutschlands. Wissenschaftliche Buchgesellschaft, Darmstadt 1991, ISBN 3-534-10197-9.)
- Das Dritte Reich. Deutsche Geschichte 1933–45. Eine Dokumentation. Begleitband. Inter Nationes, Bonn 1990.
- mit Hans-Adolf Jacobsen und Hans-Peter Schwarz (Red.): Außenpolitik der Bundesrepublik Deutschland. Dokumente von 1949 bis 1994. Herausgegeben aus Anlaß des 125. Jubiläums des Auswärtigen Amtes. Verlag Wissenschaft und Politik, Köln 1995, ISBN 3-8046-8822-5.
- mit Helga Grebing und Heinrich August Winkler: Willy Brandt, Berliner Ausgabe. 10 Bände. Verlag J.H.W. Dietz, Bonn 2000–2009.
- mit Horst Möller, Klaus Hildebrand, Andreas Wirsching und Hélène Miard-Delacroix: Akten zur Auswärtigen Politik der Bundesrepublik Deutschland. R. Oldenbourg/De Gruyter Verlag, München/Berlin 2005–2020.
- mit Friedrich Kießling: Bilder für die Welt. Die Reichsparteitage der NSDAP im Spiegel der ausländischen Presse. Böhlau Verlag, Köln 2006, ISBN 3-412-27305-8.
- mit Horst Möller, Ilse Dorothee Pautsch, Hermann Wentker und Andreas Wirsching: Die Einheit. Das Auswärtige Amt, das DDR-Außenministerium und der Zwei-plus-Vier-Prozess. Vandenhoeck & Ruprecht, Göttingen 2015, ISBN 978-3-525-30076-3.

## Vorträge (Auswahl)
- Der Traum der Deutschen vom Orient. Vortrag bei der Historischen Gesellschaft der Deutschen Bank. (PDF; 382 kB). Frankfurt am Main, 17. Juni 2010.
- Die Dienstleister. Von den Aufgaben der Geisteswissenschaften in der modernen Welt. Festvortrag zum Dies academicus aus Anlass des 264. Jahrestages der Gründung der Friedrich-Alexander-Universität Erlangen-Nürnberg. (PDF; 8,1 MB). Erlangen, 5. November 2007.
- Walter Rathenau, Gustav Stresemann, Konrad Adenauer, Willy Brandt. Ansprache auf der Botschafterkonferenz anlässlich der Namensgebung der Konferenzräume des Auswärtigen Amtes. (PDF; 72 kB). Berlin, 6. September 2006.
- Was wissen wir vom BND, und was wissen wir über ihn? Vortrag auf dem Festakte zum fünfzigjährigen Bestehen des Bundesnachrichtendienstes. (PDF; 76 kB). Berlin, 11. Mai 2006.
- Die Internationalen Rahmenbedingungen der Deutschen Einheit und ihre Auswirkungen auf die Handlungsspielräume beider deutscher Staaten im Vereinigungsprozess. (PDF; 15,6 MB). Vortrag auf der 38. Sitzung der Enquete-Kommission des Deutschen Bundestages „Überwindung der Folgen der SED-Diktatur im Prozess der deutschen Einheit“. Bonn, 6. Oktober 1997.
- Ulrich von Hassell. Vortrag auf der Gedenkfeier für die Opfer des Widerstandes im Auswärtigen Dienst. (PDF; 52,2 MB). Auswärtiges Amt, Bonn, 9. September 1994.